# Estádio 7 de Março
O Estádio 7 de Março (em francês: Stade du 7 Mars) é um estádio multiuso localizado na cidade de Ben Gardane, na Tunísia. Inaugurado em 2000, é oficialmente a casa onde o Union Sportive de Ben Guerdane manda seus jogos oficiais por competições nacionais e continentais. Sua capacidade máxima é de 10 000 espectadores.